# Ternstroemia oleifolia
Ternstroemia oleifolia är en tvåhjärtbladig växtart som beskrevs av Wawra. Ternstroemia oleifolia ingår i släktet Ternstroemia och familjen Pentaphylacaceae. Inga underarter finns listade i Catalogue of Life.